# Lőw András
Lőw András (Budapest, 1967. október 26. –) magyar ultramaratoni futó és szociológus. 21-szer futotta le a Spartathlont, a 24 órás futás magyar bajnoka 2005-ben.

## Életrajza
1986-ban érettségizett a budapesti Piarista Gimnáziumban, majd 1997-ben elvégezte az Eötvös Loránd Tudományegyetem Bölcsészettudományi Kar szociológus szakát. Az ELTE Társadalomtudományi Karán és a Pázmány Péter Katolikus Egyetemen különféle matematikai, főleg statisztikai tárgyakat tanított.

## Ultramaratoni pályafutása
Az egyik legtapasztaltabb magyar amatőr ultrafutó. Legfőbb eredménye a Spartathlon 21-szeri teljesítése, amellyel a történelmi ultrafutó verseny listáján holtversenyben az első helyet foglalja el; ugyanitt ő tartja a rekordot a legtöbb egymás utáni, megszakítás nélküli teljesítéssel (19 alkalom 2000 és 2018 között). 2004-ben ötödik, 2001-ben hatodik volt.
24 órás futásban Sárváron 2005-ben 222,999 km-es eredménnyel lett magyar bajnok, ezzel a világranglistán az 51. lett abban az évben. Egyéni legjobbja 242,297 km, amit 2004-ben ért el.
12 órás futásban 2008-ban Csákváron érte el egyéni rekordját. A 134,754 km-es eredmény a versenyen a győzelmet, a világranglistán abban az évben a 15. helyet jelentette.
Hat alkalommal teljesítette az Ultrabalatont, ebből kétszer 24 órán belül. 2007-ben 23:19:05-ös idejével Bogár János és Jánisz Kúrosz mögött harmadik helyezést ért el.
Háromszor futott a Marathon des Sables Archiválva 2014. december 16-i dátummal a Wayback Machine-ben-en (1993-1995). Kétszer nyert csapatban (1994, 1995). Ezekben az években egyéniben az első tízben végzett.
Kedvence a Kazinczy 200.
Háromszor vágott neki a Barkley Marathonsnak.

## Egyéb interjúk
- Lőw András-interjú (mozgasvilag.hu, 2014)
- Spártai beszélgetések (edzesonline.hu, 2013)
- Hosszú interjú Lőw András ultrafutóval (Nem azé, aki fut blog, 2012)
- A szociológiatörténet pótszigorlat, a Sezamki és az örökre megkötött cipőfűző (Fussatok, bolondok! blog, 2011)